# St-Donatien-St-Rogatien (Nantes)

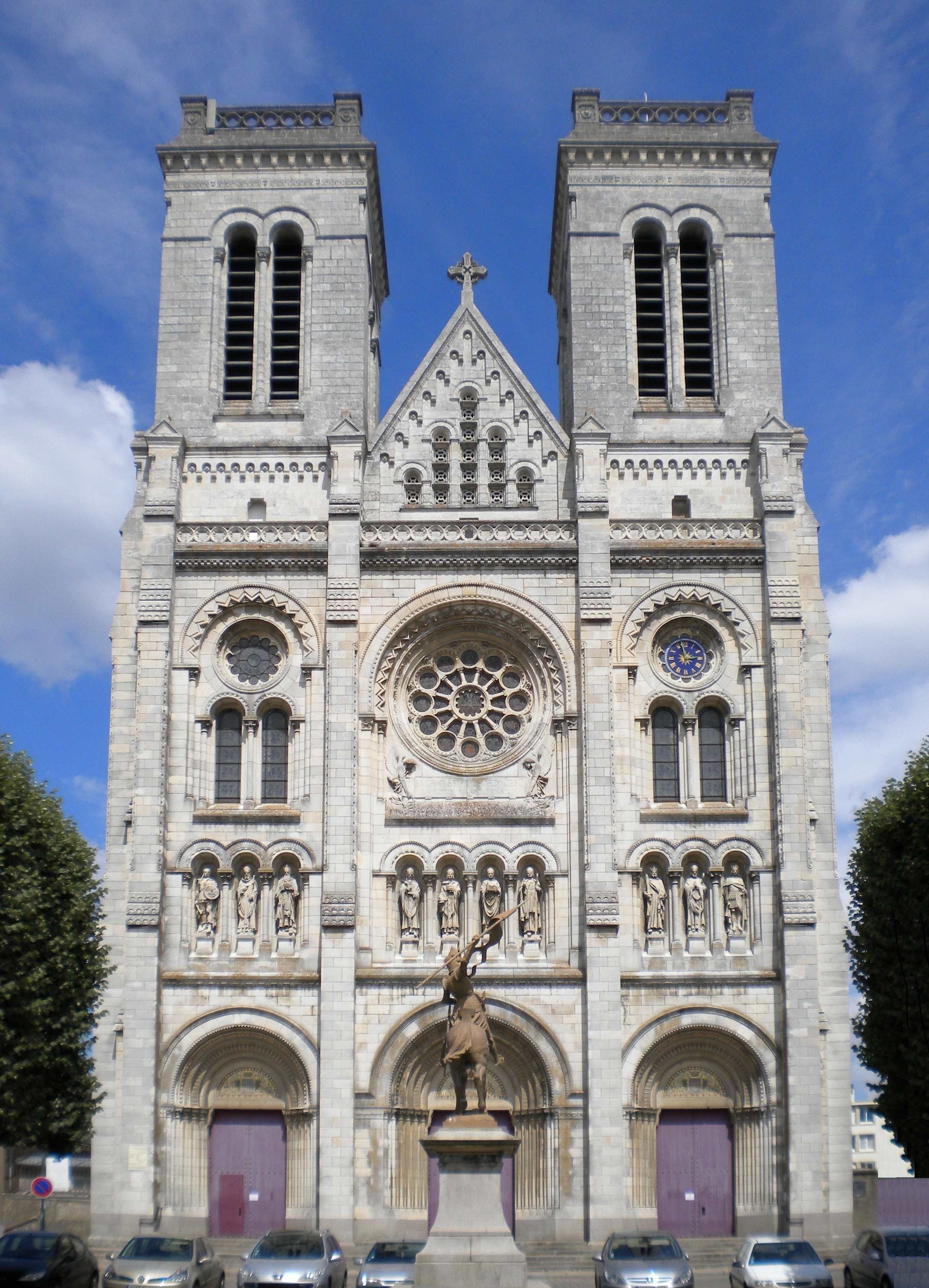
Basilika Saint-Donatien-et-Saint-Rogatien (2010)

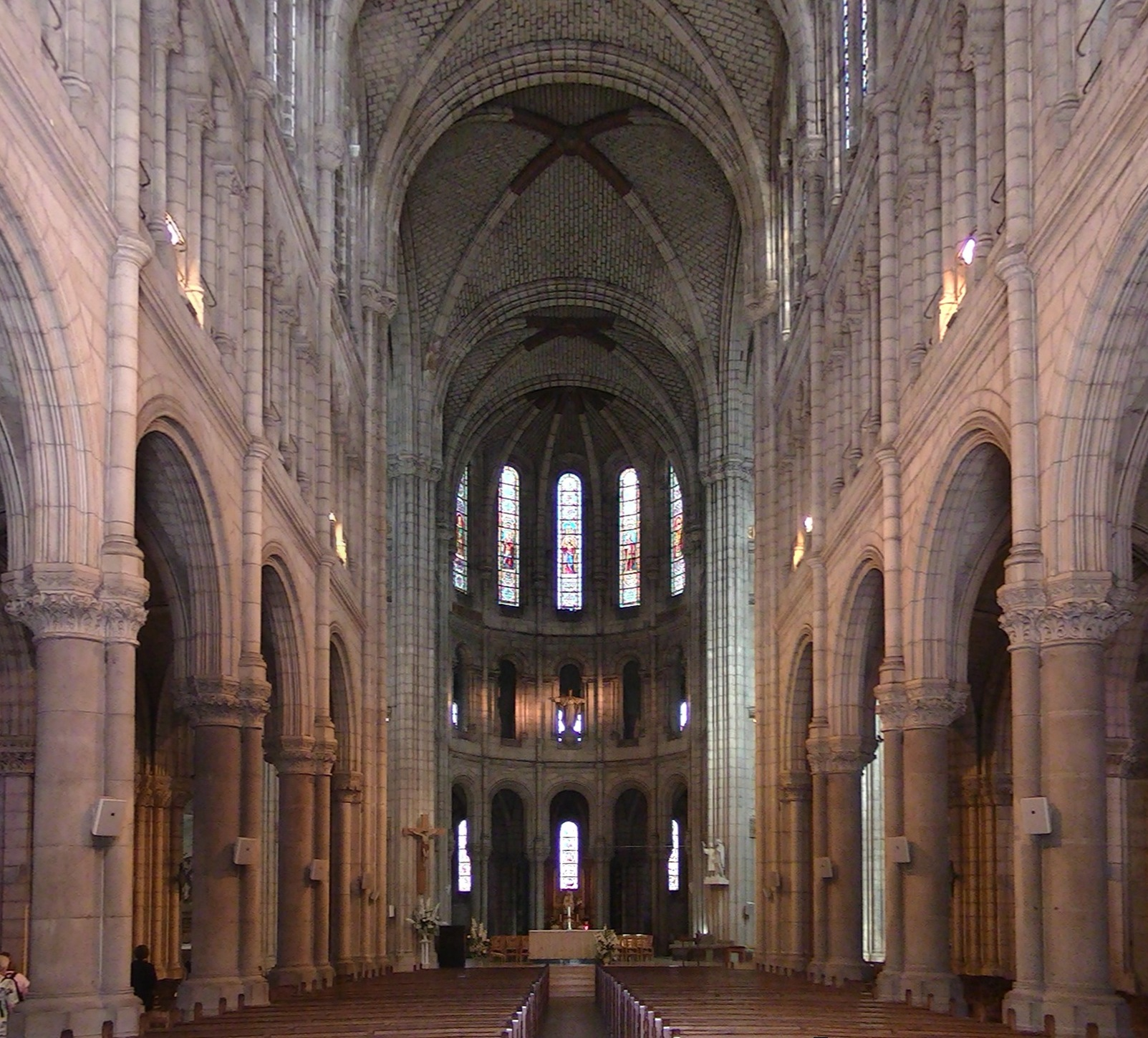
Langhaus und Chor (2012)

Die Basilique Saint-Donatien-et-Saint-Rogatien ist eine römisch-katholische Basilica minor und steht auf der Place des Enfants-Nantais im Viertel Malakoff-Saint-Donatien von Nantes. Sie ist eine von zwei Basiliken in Nantes neben der Basilika Saint-Nicolas.

## Geschichte
Die erste Kirche an der Begräbnisstätte der Brüder Donatian und Rogatian, zweier Nanteser Märtyrer und Heiliger des 3. Jahrhunderts, wird auf das Ende des 5. Jahrhunderts datiert. Der Bau der heutigen vierten Kirche an gleicher Stelle geht auf ein Gelübde des damaligen Bischofs Félix Fournier während des Deutsch-Französischen Kriegs zurück. Die Realisierung begann 1872. Am 19. Oktober 1889 wurde die Kirche geweiht und im selben Jahr zur Basilica minor erhoben, die Bau- und Ausstattungsarbeiten zogen sich jedoch bis ins 20. Jahrhundert hin.
Ein heftiger Brand in Folge eines Unfalls im Rahmen von Dachdeckerarbeiten zerstörte am 15. Juni 2015 das Dach der Kirche. Schäden im Inneren entstanden vor allem im hinteren (Chor-)Bereich.

## Architektur und Ausstattung
Die von Émile Perrin im neuromanischen Stil konzipierte Kirche ist eine dreischiffige, kreuzförmige, nach Nordosten ausgerichtete Basilika mit Doppelturmfassade und Umgangschor. Ältestes Ausstattungsstück ist der antike Marmorsarkophag der Märtyrer Donatian und Rogatian. Das 1902 installierte Glockenspiel spielt den Westminsterschlag.
An die Kirche schließt ein Friedhof mit der Stephanuskapelle an. Das gesamte Ensemble steht unter Denkmalschutz.